# فيليب إتيان (عداء سريع)
فيليب إتيان هو عداء سريع هايتي، ولد في 23 أغسطس 1949.

## وصلات خارجية
- فيليب إتيان على موقع أوليمبيديا (الإنجليزية)